# 막시밀리안 미텔슈테트
막시밀리안 미텔슈테트(독일어: Maximilian Mittelstädt, 1997년 3월 18일 ~ )는 독일의 축구 선수로, 현재 분데스리가의 VfB 슈투트가르트에서 레프트 백으로 활약하고 있다.